# Nagy Anikó (színművész)
Nagy Anikó (Budapest, 1954. február 2. –) magyar Jászai Mari-díjas színésznő, énekesnő.

## Életpályája
Szülei: Nagy György és Kálmán Anna. Énekével már az óvodában és a zenei általános iskolában kitűnt. Gimnazista korában aktív tagja volt a Balassi Bálint Szavalókörnek és az Erkel Ferenc Kamarakórusnak. Énektanára, a kiváló pedagógus haláláig Sőtér Magdolna volt.
Első próbálkozásra felvették a Színház- és Filmművészeti Főiskolára, Ádám Ottó növendékeként végzett. 1976–1978 között a Szegedi Nemzeti Színház tagja volt. Itt elkerülték az énekes szerepek, énektudására nem figyeltek fel, annak ellenére sem, hogy a színház korrepetitorával a próbák szüneteiben  örömzenéltek; többek között Schubert, Kodály, Gershwin művek szerepeltek a rögtönzött műsorokban.
1978-ban Babarczy László invitálására a kaposvári Csiky Gergely Színházhoz szerződött. A híres társulatban a A Szecsuáni jólélek című Brecht darab kisebb szerepében mutatkozott be. Ezt követően Gazdag Gyula ráosztotta Bernstein Candide című művében, élete első jelentős zenés főszerepét. A koloratúrszoprán szólamot - többek között - Csernák Árpád, Balkay Géza, Olsavszky Éva és Csákányi Eszter játszótársaként énekelhette. Kaposváron bizonyíthatott operettprimadonnaként (Csárdáskirálynő, Marica grófnő), világhírű musical-ek dívájaként (Kabaré, Chicago, de prózai szerepekben is kapott bizonyítási lehetőséget: Babarczy Lászlótól, Ács Jánostól és Ascher Tamástól.
A sikerek, a viszonylag biztos egzisztencia ellenére 1982-ben, a még csak papíron létező Rock Színházhoz szerződött. Az első magyar rockoperában, a Sztárcsinálókban Kárpáti Denise szerepét vette át. A teátrum alig másfél évtizedében számos darab, köztük több ősbemutató szerepét énekelte el. A társulat Budapesti Operettszínházba való integrálása után, 1996-1999 között itt volt látható, bemutató szereposztásában azonban nem találkozhattunk a nevével. 1999 óta a Piccolo Színház tagja.

## Családja
Férje 1984 óta Miklós Tibor, aki 2013-ban hunyt el. Lányuk Miklós Eponin, aki több alkalommal egy előadásban szerepelhetett édesanyjával.

## Színházi szerepei
A Színházi Adattárban regisztrált bemutatóinak száma: 104.
| - García Lorca: A csodálatos Vargáné....Fekete szomszédasszony - Leigh: La Mancha lovagja....Antónia; Aldonza; Dulcinea - Illés Endre: Spanyol Izabella....Belisa; Gerarda - Kander-Ebb: Kabaré....Kost kisasszony - Csehov: Cseresznyéskert....Varja - Szigligeti Ede: Liliomfi....Kamilla - Vasziljev: A hajnalok itt csendesek....Liza Bricskina - Shaw: Sosem lehet tudni....Dolly - Sütő András: Vidám sirató egy bolyongó porszemért....Lenke - Feydeau: Zsákbamacska....Julie - Brecht: A szecsuáni jólélek....Unokahúg a nyolctagú családban - Bernstein: Candide....Kunigunda kisasszony - Ránki György: Muzsikus Péter....Muzsikus Péter - Bulgakov: Bíbor sziget....Betsy - Kálmán Imre: Csárdáskirálynő....Szilvia - Arden: Élnek, mint a disznók (Gyöngyélet)....Doreen - Middleton-Rowley: Átváltozások....Isabella - Kálmán Imre: Marica grófnő....Marica grófnő - Kander-Ebb: Chicago....Mary Sunshine; Liz - Kastner: Emil és a detektívek....Nagymama - Pilinszky János: Gyerekek és katonák.... - Bernstein: West Side Story....Anita; Graciella; Doc mama - Várkonyi Mátyás: Üvöltés....Mária - Kemény-Kocsák: A krónikás....Lilith - Lloyd Webber: Evita....Lány; Egy 'úrhölgy' - Várkonyi Mátyás: A bábjátékos....Trilla - Miklós Tibor: Cafe Rock....Minni - MacDermot: Hair....Sheila - Lloyd Webber: Jézus Krisztus szupersztár....Mária Magdolna - Miklós Tibor: Csillag Nápoly egén....Mari - Schönberg: A nyomorultak....Eponine - Szakcsi Lakatos Béla: A bestia....Báthory Erzsébet; Zsorka - Miklós Tibor: Amerika ígéret volt....Barbra Streisand - Miklós Tibor: Hölgy rózsaszínben....Hortensia Palermo - Várkonyi Mátyás: Dorian Gray....Maria; Sibil édesanyja - Kocsák Tibor: Légy jó mindhalálig....Viola kisasszony - Offenbach: Orfeusz az alvilágban.... - Várkonyi Mátyás: Sztárcsinálók....Agrippina - Sondheim: Orgyilkosok....Sara Jane Moore - Kocsák Tibor: Anna Karenina....Anna Karenina - Andersson-Ulvaeus: Chess....Florence | - Kocsák Tibor: Utazás....Lady Ashton - Margoshes: Hírnév/Fame....Miss Sherman - Miklós Tibor: Állj a szerelem nevében.... - O'Brien: Rocky Horror Show....Magenta - Singer: Yentl....Jentl - Larson: Rent....Joanne Jefferson; II. drogos - Kocsák Tibor: Nana....Ticottné; Hugonné; Antoinette - Victor Hugo: Királyasszony lovagja....Albuquerque hercegnő; Duenna - Grimm: Hófehérke.... - Bíró Lajos: Sárga liliom.... - Miklós Tibor: Ilyenek voltunk....Mama; Wittek Mária - Miller: Boszorkányhajsza....Margaret - Weöres Sándor: Bababolt.... - Andersen: A kis hableány....Lányok - Presser Gábor: Képzelt riport egy amerikai popfesztiválról....Fiatalok a koncerten - Kemény-Kocsák: Kiálts a szeretetért!....Teréz nővér; Teréz anya - Giovannini Kornél: Árgyélus királyfi és Tündérszép Ilona....Suta Sára; Csuklik; Széllányka - Darvas Ferenc: A peleskei nótárius....Néző; peleskei nő; boszorkány; vasas német, haramják szeretője; kávéházi vendég - Szemenyei János: Vuk....Íny - Rideg-Tímár: Indul a bakterház....2. bábszínész - Másik Lehel: Az aranyember....Teréza - Szabó Magda: Az ajtó.... - Grimm: Rigócsőr király....Dajka - Kocsák Tibor: Abigél....Hajdú tanárnő - Mercury: Egy bohém rapszódiája.... - Benedek Elek: Az égig érő fa.... - Grimm: Holle anyó....Kemence; Telihold - Szilágyi Andor: Leánder és Lenszirom.... - Kocsák Tibor: Szegény gazdagok....Magyariné; Ügyelőnő - Dés-Geszti: A dzsungel könyve....Farkas; Majom; Asszony; Ember - Nemes Nagy Ágnes: Bors néni....Tengelice - Szilágyi Regina: Kővé vált királyfi.... - Darvasi László: Trapiti....Kelemen Aranka - Mark Twain: Tom Sawyer és Huckleberry Finn kalandjai....Polly néni - William Shakespeare: Szentivánéji álom....Babvirág |

## Filmjei
- Petőfi '73 (1973)
- János vitéz (1973)
- Fényérzékeny történet (1993)
- Bábemlék (1999)
- Páternoszter (2004)
- Fordulópont (2004)
- Amikor sötétedni kezd… (2011)

## Lemezei
- Sztárcsinálók (PEPITA SLPX 17702)
- A krónikás (BRAVO SLPM 17904-17905)
- Jézus Krisztus szupersztár (PEPITA SLPM 37045
- Evita (FAVORIT SLPM 17903)
- A nyomorultak (Radioton SLPX 14111)
- Szerelmes versek
- Amerika ígéret volt
- Légy jó mindhalálig
- Fame
- Rent
- A magyar rockszínpad csillagai 1973-1990 (Szabad Tér Színház - Hungaroton)

## Díjai, elismerései
- Jászai Mari-díj (1989)
- Artisjus-díj (1994)